# Melanohalea subexasperata
Melanohalea subexasperata  (лат.) — вид листоватых лишайников семейства Пармелиевые. Найден в Китае. Лишайник официально описан как новый вид в 2010 году Фан-Ге Мэном и Хай-Ин Вангом. Типовой образец собран в городском уезде Шангри-Ла (провинция Юньнань) на высоте 3500 м над уровнем моря. Лишайник распространён на юго-востоке Тибетского нагорья на высоте 2700—3500 м. Это единственный вид рода Меланохалеа с кортикальными волосками. Назван за его сходство с видом Melanohalea exasperata.